# Imperiul Roman antic
Imperiul Roman este termenul utilizat în mod convențional pentru a descrie statul roman în secolele de după reorganizarea sa din ultimele trei decade î.Hr., sub Octavian (Caesar Augustus).  (Deși Roma deținea un imperiu cu mult înainte de autocrația lui Augustus, statul pre-augustian este descris în mod convențional ca Republica Romană.) Imperiul Roman controla toate statele elenizate de la Marea Mediterană, ca și regiunile celtice din nordul Europei.  Ultimul împărat de la Roma a fost detronat în 476, dar pe atunci, regiunile din estul imperiului erau administrate de un al doilea împărat, ce se afla la Constantinopol.  Imperiul Roman de Răsărit (Bizantin) a continuat să existe, deși își micșora încet-încet teritoriul, până la dispariția sa efectivă, în 1453, când Constantinopolul a fost cucerit de otomani.  Statele succesoare din vest (Regatul Franc și Sfântul Imperiu Roman de Națiune Germană) și din est (țaratele ruse) foloseau titluri preluate din practicile romane chiar și în perioada modernă.
Influența Imperiului Roman în limbă, guvernare, drept, arhitectură, precum și în multe alte aspecte ale vieții de zi cu zi devine inevitabilă. Vezi Cultura Romană.

## Ascensiunea lui Augustus
Când Republica Romană (509 î.Hr. - 31 î.Hr.) a ajuns la finalul său, Gaius Octavius, nepot al lui Iulius Cezar, și-a consolidat poziția prin înfrângerea rivalului său la putere, Marc Antoniu, în bătălia de la Actium, din anul următor. Deși foarte tânăr și fără experiență în complicatele treburi administrative și politice, Octavian a declanșat un amplu proces de restructurare a tuturor instituțiilor statului, fiind conștient că anii de război civil au lăsat Roma într-o stare de anarhie și că societatea romană nu era încă pregătită să accepte controlul total al unui despot. Bun tactician, Octavius (sau Octavianus) a știut să câștige simpatia tuturor. Mai întâi, a desființat armatele sale și a organizat alegeri, în urma cărora a fost ales în funcția de consul. În 27 î.Hr. a returnat, în mod oficial, puterea Senatului Romei, și s-a oferit să renunțe și la supremația militară peste Egipt. Dar Senatul Roman nu numai că l-a refuzat, dar i-a dat chiar controlul asupra Spaniei, Galiei și Siriei. Puțin mai târziu, Senatul i-a dat și titlul de Augustus (cel venerat).
Augustus știa că puterea necesară dictaturii absolute nu putea deriva din funcția de consul. În 23 î.Hr. a renunțat la această funcție, în favoarea  altor două puteri. În primul rând, i-a fost garantată funcția de tribun, care îi permitea să convoace Senatul după voința sa și să-i stabilească agenda. De vreme ce funcția de tribun era asociată, în mod tradițional,  cu plebeii, aceasta i-a consolidat poziția pentru mai târziu. În al doilea rând, a primit o nouă competență, similară unei puteri "imperiale", care îi oferea autoritate supremă în toate problemele legate de guvernarea teritorială. Se spune că, în 23 î.Hr., Augustus și-a asumat funcția de împărat al Romei. Totuși, el folosea adesea titlul civil "Princeps", sau "Primul Cetățean".
Ca împărat, Augustus a reorganizat, radical, structurile publice ale imperiului; datorită geniului său a durat Imperiul Roman cât a durat. El a stabilit sisteme monetare și impozite standardizate; a creat o structură pentru serviciul militar civil, ce consta din cavaleri și oameni liberi (foști sclavi). S-a îngrijit și de beneficiile de pensionare pentru soldați.
Era un maestru al propagandei și patronatul său asupra scriitorilor romani Horațiu, Titus Livius și, (în special), Virgil i-a permis să-și cimenteze poziția prin intermediul poeziei și a prozei. Folosirea jocurilor și a ceremoniilor, special pentru a se celebra pe el însuși și pe familia sa, i-a sporit popularitatea.
Augustus a fondat, de asemenea, și primul grup de pompieri din lume și a creat o forță de poliție regulară pentru Roma.
De fapt, controlul lui Augustus peste întregul imperiu era absolut, încât i-a permis chiar să-și numească succesorul, un obicei abandonat și ridiculizat încă de la fondarea Republicii. La început, el l-a desemnat ca succesor pe Marcellus, nepotul său de soră, ce era căsătorit cu fiica sa, Iulia. Între timp, însă, acesta a murit otrăvit prin mâncare (23 î.Hr.). Relatările istoricilor de mai târziu, conform cărora Marcellus ar fi fost otrăvit de soția lui Augustus, Livia Drusilla, sunt îndoielnice. 

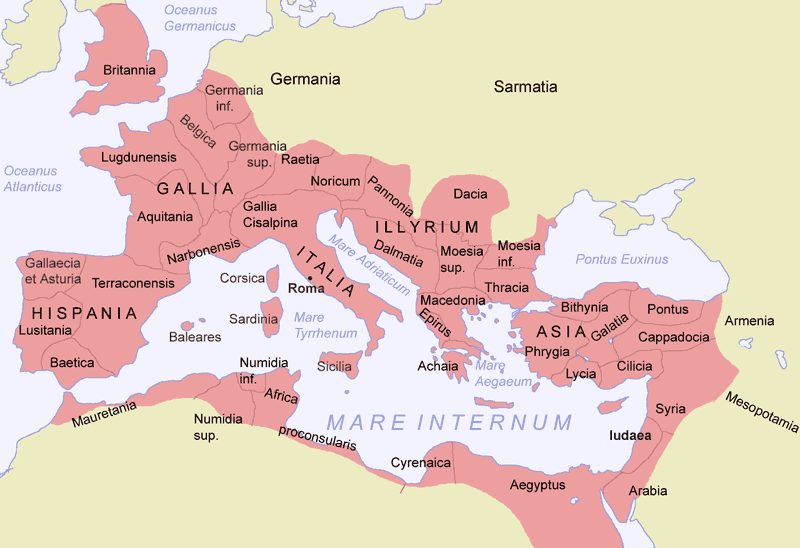
Provinciile Imperiului Roman în perioada sa de glorie

Evolutia Imperiului Roman

După moartea lui Marcellus, Augustus și-a măritat fiica cu Marcus Agrippa, mâna sa dreaptă. Din această căsătorie au rezultat trei copii: Gaius Caesar, Lucius Caesar și Postumus Agrippa (numit așa pentru că s-a născut după moartea lui Marcus Agrippa). Intențiile lui Augustus de a-i face pe primii doi copii moștenitorii săi au devenit evidente când acesta i-a adoptat ca propriii săi fii. Augustus a arătat afecțiune și față de fiii săi vitregi (copii Liviei din prima căsătorie, Nero Claudius Drusus Germanicus și Tiberius Claudius), după ce aceștia au cucerit o mare parte din Europa Centrală.
Agrippa a murit în 12 î.Hr., urmând ca fiul Liviei, Tiberius, să divorțeze și să se căsătorească cu văduva lui Agrippa. Tiberius a lucrat ceva timp în puterile tribunice ale lui Augustus, dar, la scurt timp după aceasta, s-a pensionat. Totuși, luând în considerare moartea prematură a ambilor frați vitregi ai săi, Gaius și Lucius, în anii 2 și 4 d.Hr., precum și a fratelui său Drusus,  în anul 9 î.Hr., Tiberius a fost rechemat la Roma, unde a fost adoptat de către Augustus.
La 19 august 14 d. Hr., Augustus a murit. Ceva mai târziu, senatul l-a votat în panteonul zeilor romani (sau l-a divinizat). Postumus Agrippa și Tiberius au fost numiți co-moștenitori. Pe de altă parte, Postumus a fost exilat și menționat ca mort în jurul aceleiași date. Nu se știe dacă a murit de moarte naturală, dar drumul lui Tiberius era liber acum să-și asume aceleași puteri ca tatăl său vitreg.